# (5421) Ulanova
(5421) Ulanova ist ein Asteroid des Hauptgürtels, der am 14. Oktober 1982 von den ukrainischen Astronominnen Ljudmyla Schurawlowa und Ljudmyla Karatschkina an der Zweigstelle des Krim-Observatoriums in Nautschnyj (Sternwarten-Code 095) entdeckt wurde.
Der Asteroid wurde nach dem russischen Primaballerina Galina Sergejewna Ulanowa (1910–1998) benannt, die von 1928 bis 1944 zum Ensemble des Kirow-Balletts angehörte und 1944 ans Moskauer Bolschoi-Ballett wechselte, wo ihr in Anerkennung ihrer Leistungen der Titel einer Prima Ballerina Assoluta verliehen wurde.